# Keude Simpang Jalan
Keude Simpang Jalan is een bestuurslaag in het regentschap Aceh Utara van de provincie Atjeh, Indonesië. Keude Simpang Jalan telt 321 inwoners (volkstelling 2010).